# A Lego Ninjago: A Spinjitzu mesterei epizódjainak listája
Ez a szócikk a Lego Ninjago: A Spinjitzu mesterei című animációs sorozat epizódjait sorolja fel.

## Évados áttekintés

### Évadok
| Évad | Évad        | Epizódok    | Eredeti sugárzás     | Eredeti sugárzás    | Eredeti adó          | Magyar sugárzás    | Magyar sugárzás      | Magyar adó          | Magyar sugárzás    | Magyar sugárzás    | Magyar adó |
| Évad | Évad        | Epizódok    | Évadpremier          | Évadfinálé          | Eredeti adó          | Évadpremier        | Évadfinálé           | Magyar adó          | Évad premier       | Évad finálé        | Magyar adó |
| ---- | ----------- | ----------- | -------------------- | ------------------- | -------------------- | ------------------ | -------------------- | ------------------- | ------------------ | ------------------ | ---------- |
|      | Pilot       | 4           | 2011. január 14.     | 2011. január 14.    | Lego Honlap          | 2011.              | 2011.                | Lego Honlap         | TBA                | TBA                | TBA        |
|      | 1           | 13          | 2011. december 11.   | 2012. április 11.   |                      | 2012. november 25. | 2012. december 7.    | Megamax             | 2020. október 26.  | 2020. november 11. |            |
|      | 2           | 13          | 2012. július 18.     | 2012. november 21.  | 2012. december 8.    | 2012. december 20. | 2020. november 20.   | Megamax             | 2020. december 13. |                    |            |
|      | 3           | 8           | 2014. január 29.     | 2014. november 26.  | 2014. október 7.     | 2014. október 17.  |                      | 2020. december 17.  | 2020. december 24. |                    |            |
|      | 4           | 10          | 2015. február 23.    | 2015. április 3.    | 2015. március 23.    | 2015. április 3.   |                      | 2020. december 28.  | 2021. január 15.   |                    |            |
|      | 5           | 10          | 2015. június 29.     | 2015. július 10.    | 2015. június 22.     | 2015. július 3.    | 2021. január 29.     | 2021. február 19.   |                    |                    |            |
|      | 6           | 10          | 2016. június 9.      | 2016. július 15.    | 2016. április 8.     | 2016. május 6.     | 2021. február 20.    | 2021. március 13.   |                    |                    |            |
|      | Különkiadás | Különkiadás | 2016. október 29.    | 2016. október 29.   | 2016. október 29.    | 2016. október 29.  | Kimaradt             | Kimaradt            |                    |                    |            |
|      | 7           | 10          | 2017. május 15.      | 2017. május 26.     | 2017. április 24.    | 2017. június 9.    | 2021. március 14.    | 2021. április 4.    |                    |                    |            |
|      | 8           | 10          | 2018. április 16.    | 2018. május 25.     | 2018. április 30.    | 2018. május 11.    | 2021. április 9.     | 2021. április 25.   |                    |                    |            |
|      | 9           | 10          | 2018. augusztus 11.  | 2018. augusztus 25. | 2018. november 26.   | 2018. december 7.  | 2022 június 24.      | 2022. augusztus 28. |                    |                    |            |
|      | 10          | 4           | 2019. április 19.    | 2019. április 19.   | 2019. április 6.     | 2019. április 14.  | 2022. július 1.      | 2022. július 24.    |                    |                    |            |
|      | 11          | 30          | 2019. június 22.     | 2020. február 1.    | 2019. október 19.    | 2020. február 16.  | 2021. szeptember 13. | 2021. december 31.  |                    |                    |            |
|      | 12          | 16          | 2020. július 19.     | 2020. augusztus 30. | 2020. szeptember 26. | 2020. október 18.  | 2022. február 14.    | 2022. július 11.    |                    |                    |            |
|      | 13          | 16          | 2020. szeptember 13. | 2020. november 1.   | 2020. október 24.    | 2020. november 15. | 2022. július 12.     | 2022. november 18.  |                    |                    |            |
|      | 14          | 4           | 2021. március 7.     | 2021. március 14.   | 2021. október 11.    | 2021. október 12.  | 2022. május 2.       | 2022. május 5.      |                    |                    |            |
|      | 15          | 16          | 2021. április 4.     | 2021. május 23.     | 2021. október 13.    | 2021. október 22.  | 2022. május 6.       | 2022. július 29.    |                    |                    |            |
|      | 16          | 30          | 2022. május 20.      | 2022. október 10.   | 2022. november 7.    | 2022. november 25. | 2022. október 10.    | 2023. március 3.    |                    |                    |            |
|      | Álomcsapat  | Álomcsapat  | 2023. december 1.    | 2023. december 1.   |                      | TBA                | TBA                  | TBA                 | 2024. március 8.   | 2024. március 8.   |            |

### Mini epizódok
| Évad               | Évad                                | Epizódok                | Eredeti sugárzás   | Eredeti sugárzás   | Eredeti adó          | Magyar sugárzás      | Magyar sugárzás     | Magyar adó  |
| Évad               | Évad                                | Epizódok                | Évadpremier        | Évadfinálé         | Eredeti adó          | Évadpremier          | Évadfinálé          | Magyar adó  |
| ------------------ | ----------------------------------- | ----------------------- | ------------------ | ------------------ | -------------------- | -------------------- | ------------------- | ----------- |
|                    | Mini epizódok                       | 6                       | 2011. október 2.   | 2011. október 2.   | Lego Honlap          | 2011.                | 2011.               | Lego Honlap |
| 2018. november 21. | 2018. november 21.                  | 6                       |                    | 2019. november 13. | 2019. november 13.   |                      |                     |             |
|                    | Chen mini epizódjai                 | 5                       | 2015. július 14.   | 2015. augusztus 1. | Nem Szinkronizálták  | Nem Szinkronizálták  |                     |             |
|                    | Wu-Cru                              | 8                       | 2016. február 1.   | 2016. december 19. | 2016. május 11.      | 2016. október 8.     |                     |             |
|                    | A Légi-kalózok legendái             | 6                       | 2016. február 17.  | 2016. április 25.  | 2016. május 11.      | 2016. augusztus 20.  |                     |             |
| 2018. november 18. | 2018. november 18.                  | 6                       | 2018. december 17. | 2018. december 17. |                      |                      |                     |             |
|                    | A régmúlt gonosztevői               | 6                       | 2016. június 13.   | 2016. augusztus 1. | 2016. augusztus 15.  | 2016. október 26.    |                     |             |
| 2018. november 24. | 2018. november 24.                  | 6                       | 2019. november 6.  | 2019. november 6.  |                      |                      |                     |             |
|                    | Samuráj X felemelkedése             | Samuráj X felemelkedése | 2017. február 3.   | 2017. február 3.   | 2017. február 7.     | 2017. február 7.     |                     |             |
|                    | Operation Heavy Metal               | 4                       | 2017. május 23.    | 2017. május 23.    | Nem Szinkronizálták  | Nem Szinkronizálták  | TBA                 |             |
| 2022. október 26.  | Operation Heavy Metal               | 4                       | 2023. február 28.  | Twitter            | Nem Szinkronizálták  | Nem Szinkronizálták  | TBA                 |             |
|                    | Wu teái                             | 20                      | 2017. július 13.   | 2017. július 13.   |                      | 2017. július 21.     | 2017. július 21.    |             |
| 2018. március 17.  | Wu teái                             | 20                      | 2017. július 13.   | 2017. július 13.   | 2018. május 20.      |                      |                     |             |
|                    | Dekódolva                           | 10                      | 2017. november 23. | 2018. január 29.   | Nem Szinkronizálták  | Nem Szinkronizálták  |                     |             |
|                    | Történetek a Spinjitzu monostorából | 6                       | 2018. december 19. | 2018. december 19. | Lego Honlap          | 2018. december 31.   | 2018. december 31.  | Lego Honlap |
| 2019. február 1.   | Történetek a Spinjitzu monostorából | 6                       | 2019. február 10.  |                    | 2019. február 20.    | 2019. február 25.    |                     |             |
|                    | Prime Birodalom rövidfilmek         | 6                       | 2020. január 7.    | 2020. április 21.  | 2020. augusztus 30.  | 2020. szeptember 2.  |                     |             |
|                    | Ninjago: Újragondolva               | 5                       | 2021. április 23.  | 2021. május 21.    | 2021. július 16.     | 2021. július 16.     |                     |             |
|                    | Ninja Vlog                          | 4                       | 2021. május 28.    | 2021. július 9.    | LEGO Life            | 2021. május 28.      | 2021. július 9.     | Lego Honlap |
|                    | The Virtues of Spinjitzu            | 6                       | 2022. január 11.   | 2022. február 15.  |                      | Nem Szinkronizálták  | Nem Szinkronizálták |             |
|                    | Legmerészebb Álmok                  | 4                       | 2023. április 17.  | 2023. április 17.  | 2023. szeptember 27. | 2023. szeptember 30. |                     |             |

## WilFilm Aps Évadok (2011-2019) ✔️

### Pilot évad (Pilot Season) (2011)
| #  | Eredeti cím        | Magyar cím         | Rendezte                      | Írta                       | Eredeti premier  | Magyar premier |
| -- | ------------------ | ------------------ | ----------------------------- | -------------------------- | ---------------- | -------------- |
| 1. | Way of the Ninja   | A nindzsa útja     | Michael Hegner, Justin Murphy | Dan Hageman, Kevin Hageman | 2011. január 14. | 2011.          |
| 2. | The Golden Weapon  | Az aranyfegyver    | Michael Hegner, Justin Murphy | Dan Hageman, Kevin Hageman | 2011. január 14. | 2011.          |
| 3. | King of Shadows    | Az árnyak urai     | Michael Hegner, Justin Murphy | Dan Hageman, Kevin Hageman | 2011. január 14. | 2011.          |
| 4. | Weapons of Destiny | A végzet fegyverei | Michael Hegner, Justin Murphy | Dan Hageman, Kevin Hageman | 2011. január 14. | 2011.          |

### Mini epizódok (Mini Movies) (2011)
| #  | Eredeti cím                  | Magyar cím                   | Rendezte        | Írta              | Eredeti premier  | Eredeti premier    | Magyar premier | Magyar premier     |
| #  | Eredeti cím                  | Magyar cím                   | Rendezte        | Írta              | Lego Honlap      | YouTube            | Lego Honlap    | YouTube            |
| -- | ---------------------------- | ---------------------------- | --------------- | ----------------- | ---------------- | ------------------ | -------------- | ------------------ |
| 1. | Secrets of the Blacksmith    | A kovács titkai              | Peter Dodd      | Tommy Andreasen   | 2011. október 2. | 2018. november 21. | 2011.          | 2019. november 13. |
| 2. | Flight of the Dragon Ninja   | Sárkányháton                 | Peter Dodd      | Tommy Andreasen   | 2011. október 2. | 2018. november 21. | 2011.          | 2019. november 13. |
| 3. | The New Masters of Spinjitzu | Az új spinjitzu mesterek     | Peter Dodd      | Tommy Andreasen   | 2011. október 2. | 2018. november 21. | 2011.          | 2019. november 13. |
| 4. | An Underwordly Takeover      | Hatalomátvétel az Alvilágban | Michael Helmuth | Tommy Andreasen   | 2011. október 2. | 2018. november 21. | 2011.          | 2019. november 13. |
| 5. | Return to Fire Temple        | Visszatérés a Tűz templomába | Michael Helmuth | William Thorogood | 2011. október 2. | 2018. november 21. | 2011.          | 2019. november 13. |
| 6. | Battle Between Brothers      | Testvérháború                | Michael Helmuth | Brian Ellis       | 2011. október 2. | 2018. november 21. | 2011.          | 2019. november 13. |

### 1. évad: A Szerpentinek felemelkedése (Rise of the Serpentine) (2011-2012)
| #   | #   | Eredeti cím                    | Magyar cím                 | Rendezte                     | Írta                       | Eredeti premier    | Magyar premier     | Magyar premier     |
| #   | #   | Eredeti cím                    | Magyar cím                 | Rendezte                     | Írta                       | Eredeti premier    | Megamax            | YouTube            |
| --- | --- | ------------------------------ | -------------------------- | ---------------------------- | -------------------------- | ------------------ | ------------------ | ------------------ |
| 1.  | 1.  | Rise of the Snakes             | A kígyók lázadása          | Peter Hausner                | Dan Hageman, Kevin Hageman | 2011. december 11. | 2012. november 25. | 2020. október 26.  |
| 2.  | 2.  | Home                           | Otthon                     | Justin Murphy                | Dan Hageman, Kevin Hageman | 2011. december 11. | 2012. november 26. | 2020. október 27.  |
| 3.  | 3.  | Snakebit                       | Kígyómarás                 | Martin Skov                  | Dan Hageman, Kevin Hageman | 2012. január 25.   | 2012. november 27. | 2020. október 28.  |
| 4.  | 4.  | Never Trust a Snake            | Soha ne bízz a kígyókban   | Peter Hausner                | Dan Hageman, Kevin Hageman | 2012. február 1.   | 2012. november 28. | 2020. október 29.  |
| 5.  | 5.  | Can of Worms                   | Mi van a konzervdobozban?  | Justin Murphy                | Dan Hageman, Kevin Hageman | 2012. február 8.   | 2012. november 29. | 2020. október 30.  |
| 6.  | 6.  | The Snake King                 | A kígyókirály              | Martin Skov                  | Dan Hageman, Kevin Hageman | 2012. február 15.  | 2012. november 30. | 2020. november 2.  |
| 7.  | 7.  | Tick Tock                      | Verseny az idővel!         | Peter Hausner                | Dan Hageman, Kevin Hageman | 2012. február 22.  | 2012. december 1.  | 2020. november 3.  |
| 8.  | 8.  | Once Bitten, Twice Shy         | Jobb félni, mint megijedni | Peter Hausner, Justin Murphy | Dan Hageman, Kevin Hageman | 2012. március 7.   | 2012. december 2.  | 2020. november 4.  |
| 9.  | 9.  | The Royal Blacksmiths          | A királyi kovácsok         | Martin Skov                  | Dan Hageman, Kevin Hageman | 2012. március 14.  | 2012. december 3.  | 2020. november 5.  |
| 10. | 10. | The Green Ninja                | A Zöld Nindzsa             | Peter Hausner                | Dan Hageman, Kevin Hageman | 2012. március 21.  | 2012. december 4.  | 2020. november 6.  |
| 11. | 11. | All of Nothing                 | Mindent a semmiből         | Justin Murphy                | Dan Hageman, Kevin Hageman | 2012. március 28.  | 2012. december 5.  | 2020. november 9.  |
| 12. | 12. | The Rise of the Great Devourer | A nagy zabáló ébredése     | Martin Skov                  | Dan Hageman, Kevin Hageman | 2012. április 4.   | 2012. december 6.  | 2020. november 10. |
| 13. | 13. | The Day of the Great Devourer  | A nagy zabáló napja        | Peter Hausner                | Dan Hageman, Kevin Hageman | 2012. április 11.  | 2012. december 7.  | 2020. november 11. |

### 2. évad: A Zöld Nindzsa felemelkedése (Legacy of the Green Ninja) (2012)
| #   | #   | Eredeti cím                  | Magyar cím                    | Rendezte                   | Írta                                    | Eredeti premier     | Magyar premier     | Magyar premier     |
| #   | #   | Eredeti cím                  | Magyar cím                    | Rendezte                   | Írta                                    | Eredeti premier     | Megamax            | YouTube            |
| --- | --- | ---------------------------- | ----------------------------- | -------------------------- | --------------------------------------- | ------------------- | ------------------ | ------------------ |
| 14. | 1.  | Darkness Shall Rise          | Eljő a sötétség               | Michael Helmuth Hansen     | Dan Hageman, Kevin Hageman              | 2012. július 18.    | 2012. december 8.  | 2020. november 20. |
| 15. | 2.  | Pirates vs. Ninja            | Kalózok a nindzsák ellen      | Trylle Vilstrup            | Dan Hageman, Kevin Hageman              | 2012. július 25.    | 2012. december 9.  | 2020. november 21. |
| 16. | 3.  | Double Trouble               | Baj, baj hátán                | Martin Skov                | Dan Hageman, Kevin Hageman, Joel Thomas | 2012. augusztus 1.  | 2012. december 10. | 2020. november 22. |
| 17. | 4.  | Ninjaball Run                | Ninjagolyó futam              | Timothy Ostergaard Paulsen | Dan Hageman, Kevin Hageman, Joel Thomas | 2012. augusztus 8.  | 2012. december 11. | 2020. november 27. |
| 18. | 5.  | Child's Play                 | Gyerekjáték                   | Michael Helmuth Hansen     | Dan Hageman, Kevin Hageman              | 2012. augusztus 15. | 2012. december 12. | 2020. november 28. |
| 19. | 6.  | Wrong Place, Wrong Time      | Rossz időben, rossz helyen    | Trylle Vilstrup            | Dan Hageman, Kevin Hageman              | 2012. augusztus 22. | 2012. december 13. | 2020. november 29. |
| 20. | 7.  | The Stone Army               | A kőhadsereg                  | Martin Skov                | Dan Hageman, Kevin Hageman              | 2012. október 3.    | 2012. december 14. | 2020. december 4.  |
| 21. | 8.  | The Day Ninjago Stood Still  | A nap, amikor Ninjago megállt | Peter Hausner              | Dan Hageman, Kevin Hageman, Joel Thomas | 2012. október 10.   | 2012. december 15. | 2020. december 5.  |
| 22. | 9.  | The Last Voyage              | Az utolsó utazás              | Michael Helmuth Hansen     | Dan Hageman, Kevin Hageman, Joel Thomas | 2012. október 17.   | 2012. december 16. | 2020. december 6.  |
| 23. | 10. | Island of Darkness           | A sötét sziget                | Trylle Vilstrup            | Dan Hageman, Kevin Hageman              | 2012. október 24.   | 2012. december 17. | 2020. december 10. |
| 24. | 11. | The Last Hope                | Az utolsó remény              | Martin Skov                | Dan Hageman, Kevin Hageman, Joel Thomas | 2012. november 7.   | 2012. december 18. | 2020. december 11. |
| 25. | 12. | Return of the Overlord       | A sötét úr visszatér          | Peter Hausner              | Dan Hageman, Kevin Hageman              | 2012. november 14.  | 2012. december 19. | 2020. december 12. |
| 26. | 13. | Rise of the Spinjitzu Master | A Spinjitzu igazi mestere     | Michael Helmuth Hansen     | Dan Hageman, Kevin Hageman              | 2012. november 21.  | 2012. december 20. | 2020. december 13. |

### 3. évad: Újratöltés (Rebooted) (2014)
| #   | #  | Eredeti cím                    | Magyar cím             | Rendezte               | Írta                       | Eredeti premier    | Magyar premier    | Magyar premier     |
| #   | #  | Eredeti cím                    | Magyar cím             | Rendezte               | Írta                       | Eredeti premier    | RTL Klub          | YouTube            |
| --- | -- | ------------------------------ | ---------------------- | ---------------------- | -------------------------- | ------------------ | ----------------- | ------------------ |
| 27. | 1. | The Surge                      | Újrakezdés             | Peter Hausner          | Dan Hageman, Kevin Hageman | 2014. január 29.   | 2014. október 7.  | 2020. december 17. |
| 28. | 2. | The Art of the Silent Fist     | A néma ököl művészete  | Michael Helmuth Hansen | Dan Hageman, Kevin Hageman | 2014. január 29.   | 2014. október 8.  | 2020. december 18. |
| 29. | 3. | Blackout                       | Áramszünet             | Jens Moller            | Dan Hageman, Kevin Hageman | 2014. április 16.  | 2014. október 9.  | 2020. december 19. |
| 30. | 4. | The Curse of the Golden Master | Az Arany Mester átka   | Trylle Vilstrup        | Dan Hageman, Kevin Hageman | 2014. április 16.  | 2014. október 10. | 2020. december 20. |
| 31. | 5. | Enter the Digiverse            | Lépj be a Digiverzumba | Peter Hausner          | Dan Hageman, Kevin Hageman | 2014. július 13.   | 2014. október 14. | 2020. december 21. |
| 32. | 6. | Codename: Arcturus             | Arcturus               | Michael Helmuth Hansen | Dan Hageman, Kevin Hageman | 2014. július 13.   | 2014. október 15. | 2020. december 22. |
| 33. | 7. | The Void                       | Az űrben               | Jens Moller            | Dan Hageman, Kevin Hageman | 2014. november 26. | 2014. október 16. | 2020. december 23. |
| 34. | 8. | The Titanium Ninja             | A Titánium Nindzsa     | Peter Hausner          | Dan Hageman, Kevin Hageman | 2014. november 26. | 2014. október 17. | 2020. december 24. |

### 4. évad: Az Elemek viadala (Tournament of Elements) (2015)
| #   | #   | Eredeti cím              | Magyar cím         | Rendezte               | Írta                       | Eredeti premier   | Magyar premier    | Magyar premier     |
| #   | #   | Eredeti cím              | Magyar cím         | Rendezte               | Írta                       | Eredeti premier   | Cartoon Network   | YouTube            |
| --- | --- | ------------------------ | ------------------ | ---------------------- | -------------------------- | ----------------- | ----------------- | ------------------ |
| 35. | 1.  | The Invitation           | A meghívó          | Trylle Vilstrup        | Dan Hageman, Kevin Hageman | 2015. február 23. | 2015. március 23. | 2020. december 28. |
| 36. | 2.  | Only One Can Remain      | Csak egy maradhat  | Michael Helmuth Hansen | Dan Hageman, Kevin Hageman | 2015. március 2.  | 2015. március 24. | 2020. december 29. |
| 37. | 3.  | Versus                   | Ellenfelek         | Jens Moller            | Dan Hageman, Kevin Hageman | 2015. március 9.  | 2015. március 25. | 2020. december 30. |
| 38. | 4.  | Ninja Roll               | Gördülő nindzsák   | Peter Hausner          | Dan Hageman, Kevin Hageman | 2015. március 16. | 2015. március 26. | 2020. december 31. |
| 39. | 5.  | Spy For a Spy            | Kémet kémért       | Trylle Vilstrup        | Dan Hageman, Kevin Hageman | 2015. március 23. | 2015. március 27. | 2021. január 1.    |
| 40. | 6.  | Spellbound               | Elbűvölve          | Michael Helmuth Hansen | Dan Hageman, Kevin Hageman | 2015. március 30. | 2015. március 30. | 2021. január 11.   |
| 41. | 7.  | The Forgotten Element    | Az elfeledett elem | Jens Moller            | Dan Hageman, Kevin Hageman | 2015. március 31. | 2015. március 31. | 2021. január 12.   |
| 42. | 8.  | The Day of The Dragon    | Sárkány napja      | Peter Hausner          | Dan Hageman, Kevin Hageman | 2015. április 1.  | 2015. április 1.  | 2021. január 13.   |
| 43. | 9.  | The Greatest Fear of All | Legnagyobb félelem | Per During Risager     | Dan Hageman, Kevin Hageman | 2015. április 2.  | 2015. április 2.  | 2021. január 14.   |
| 44. | 10. | The Corridor of Elders   | Az ősök folyosója  | Trylle Vilstrup        | Dan Hageman, Kevin Hageman | 2015. április 3.  | 2015. április 3.  | 2021. január 15.   |

### Chen mini epizódjai (Chen's Mini Movies) (2015)
| #  | Eredeti cím                | Magyar cím | Rendezte                 | Írta           | Eredeti premier    | Magyar premier |
| -- | -------------------------- | ---------- | ------------------------ | -------------- | ------------------ | -------------- |
| 1. | Chen's New Chair           |            | Sanne Dirckinck-Holmfeld | Jeppe Sandholt | 2015. július 14.   |                |
| 2. | Chair Play Chen            |            | Claus Darholt            | Jeppe Sandholt | 2015. július 25.   |                |
| 3. | Chair Up Chen              |            | Dolf Krarup              | Jeppe Sandholt | 2015. július 25.   |                |
| 4. | Chairful What You Wish For |            | Sanne Dirckinck-Holmfeld | Jeppe Sandholt | 2015. augusztus 1. |                |
| 5. | Bad Chair Day              |            | Jeppe Sandholt           | Jeppe Sandholt | 2015. augusztus 1. |                |

### 5. évad: Megszállottság (Possession) (2015)
| #   | #   | Eredeti cím                | Magyar cím                | Rendezte               | Írta                       | Eredeti premier  | Magyar premier   | Magyar premier    |
| #   | #   | Eredeti cím                | Magyar cím                | Rendezte               | Írta                       | Eredeti premier  | Cartoon Network  | YouTube           |
| --- | --- | -------------------------- | ------------------------- | ---------------------- | -------------------------- | ---------------- | ---------------- | ----------------- |
| 45. | 1.  | Winds of Change            | A változás szele          | Michael Helmuth Hansen | Dan Hageman, Kevin Hageman | 2015. június 29. | 2015. június 22. | 2021. január 29.  |
| 46. | 2.  | Ghost Story                | Szellemsztori             | Jens Moller            | Dan Hageman, Kevin Hageman | 2015. június 30. | 2015. június 23. | 2021. január 30.  |
| 47. | 3.  | Stiix and Stones           | Balhé Stiix-ben           | Peter Hausner          | Dan Hageman, Kevin Hageman | 2015. július 1.  | 2015. június 24. | 2021. január 31.  |
| 48. | 4.  | The Temple on Haunted Hill | A kísértett hegy temploma | Trylle Vilstrup        | Dan Hageman, Kevin Hageman | 2015. július 2.  | 2015. június 25. | 2021. február 5.  |
| 49. | 5.  | Peek-A-Boo                 | A bújócska                | Michael Helmuth Hansen | Dan Hageman, Kevin Hageman | 2015. július 3.  | 2015. június 26. | 2021. február 6.  |
| 50. | 6.  | Kingdom Come               | Másvilág                  | Jens Moller            | Dan Hageman, Kevin Hageman | 2015. július 6.  | 2015. június 29. | 2021. február 7.  |
| 51. | 7.  | The Crooked Path           | Rögös út                  | Peter Hausner          | Dan Hageman, Kevin Hageman | 2015. július 7.  | 2015. június 30. | 2021. február 12. |
| 52. | 8.  | Grave Danger               | Veszély a kriptában       | Trylle Vilstrup        | Dan Hageman, Kevin Hageman | 2015. július 8.  | 2015. július 1.  | 2021. február 13. |
| 53. | 9.  | Curse World, part 1        | Átokvilág, 1. rész        | Michael Helmuth Hansen | Dan Hageman, Kevin Hageman | 2015. július 9.  | 2015. július 2.  | 2021. február 14. |
| 54. | 10. | Curse World, part 2        | Átokvilág, 2. rész        | Jens Moller            | Dan Hageman, Kevin Hageman | 2015. július 10. | 2015. július 3.  | 2021. február 19. |

### 6. évad: Égbolt (Skybound) (2016)
| #   | #   | Eredeti cím             | Magyar cím                | Rendezte               | Írta                       | Eredeti premier  | Magyar premier    | Magyar premier    |
| #   | #   | Eredeti cím             | Magyar cím                | Rendezte               | Írta                       | Eredeti premier  | Cartoon Network   | YouTube           |
| --- | --- | ----------------------- | ------------------------- | ---------------------- | -------------------------- | ---------------- | ----------------- | ----------------- |
| 55. | 1.  | Infamous                | A rettegett               | Peter Hausner          | Dan Hageman, Kevin Hageman | 2016. június 9.  | 2016. április 8.  | 2021. február 20. |
| 56. | 2.  | Public Enemy Number One | Az első számú közellenség | Peter Hausner          | Dan Hageman, Kevin Hageman | 2016. június 16. | 2016. április 8.  | 2021. február 21. |
| 57. | 3.  | Enkrypted               | Elzárva                   | Jens Moller            | Dan Hageman, Kevin Hageman | 2016. június 23. | 2016. április 15. | 2021. február 26. |
| 58. | 4.  | Misfortune Rising       | A balszerencse áradása    | Peter Hausner          | Dan Hageman, Kevin Hageman | 2016. június 30. | 2016. április 15. | 2021. február 27. |
| 59. | 5.  | On a Wish and a Prayer  | Szárnyra kelt kívánságok  | Micheal Helmuth Hansen | Dan Hageman, Kevin Hageman | 2016. július 11. | 2016. április 22. | 2021. február 28. |
| 60. | 6.  | My Dinner With Nadakhan | Vacsorám Nadakhannal      | Jens Moller            | Dan Hageman, Kevin Hageman | 2016. július 12. | 2016. április 22. | 2021. március 5.  |
| 61. | 7.  | Wishmasters             | A kívánságok mesterei     | Peter Hausner          | Dan Hageman, Kevin Hageman | 2016. július 13. | 2016. április 29. | 2021. március 6.  |
| 62. | 8.  | The Last Resort         | Az utolsó mentsvár        | Michael Helmuth Hansen | Dan Hageman, Kevin Hageman | 2016. július 14. | 2016. április 29. | 2021. március 7.  |
| 63. | 9.  | Operation Land Ho!      | Szárazföld a láthatáron!  | Michael Helmuth Hansen | Dan Hageman, Kevin Hageman | 2016. július 15. | 2016. május 6.    | 2021. március 12. |
| 64. | 10. | The Way Back            | A visszaút                | Michael Helmuth Hansen | Dan Hageman, Kevin Hageman | 2016. július 15. | 2016. május 6.    | 2021. március 13. |

### Wu-Cru (2016)
| #  | Eredeti cím           | Magyar cím                  | Rendezte       | Írta                       | Eredeti premier      | Magyar premier                     |
| -- | --------------------- | --------------------------- | -------------- | -------------------------- | -------------------- | ---------------------------------- |
| 1. | Welcome To The Wu-Cru | Csatlakozz a Wu-Cru klánhoz | Michael Hegner | Dan Hageman, Kevin Hageman | 2016. február 1.     | 2016. május 11. 2016. augusztus 7. |
| 2. | Build With Your Cru   | Építs a Cru klánnal         | Michael Hegner | Dan Hageman, Kevin Hageman | 2016. március 14.    | 2016. augusztus 14.                |
| 3. | Train With Your Cru   | Eddz a Cru klánnal          | Michael Hegner | Dan Hageman, Kevin Hageman | 2016. március 14.    | 2016. augusztus 21.                |
| 4. | Grow Your Cru!        | Fejlődj a Cru klánnal       | Michael Hegner | Dan Hageman, Kevin Hageman | 2016. április 18.    | 2016. október 28.                  |
| 5. | The Journey           | Az utazás                   | Michael Hegner | Dan Hageman, Kevin Hageman | 2016. július 18.     | 2016. október 2.                   |
| 6. | Whatever it Takes!    | Bármi áron                  | Michael Hegner | Dan Hageman, Kevin Hageman | 2016. augusztus 16.  | 2016. október 2.                   |
| 7. | Prepare for Anything! | Készülj fel mindenre!       | Michael Hegner | Dan Hageman, Kevin Hageman | 2016. szeptember 14. | 2016. október 8.                   |
| 8. | We Are the WU-CRU!    | Mi vagyunk a Wu-Cru         | Michael Hegner | Dan Hageman, Kevin Hageman | 2016. december 19.   | 2016. szeptember 21.               |

### A Légi-kalózok legendái (The Tall Tale of Sky Pirates) (2016)
| #  | Eredeti cím                       | Magyar cím                 | Rendezte       | Írta                       | Eredeti premier   | Magyar premier      |
| -- | --------------------------------- | -------------------------- | -------------- | -------------------------- | ----------------- | ------------------- |
| 1. | The Tall Tale of Flintlocke       | Flintlocke legendája       | Michael Hegner | Dan Hageman, Kevin Hageman | 2016. február 17. | 2016. május 11.     |
| 2. | The Tall Tale of Clancee          | Clancee legendája          | Michael Hegner | Dan Hageman, Kevin Hageman | 2016. február 28. | 2016. május 11.     |
| 3. | The Tall Tale of Doubloon         | Doubloon legendája         | Michael Hegner | Dan Hageman, Kevin Hageman | 2016. március 14. | 2016. május 11.     |
| 4. | The Tall Tale of Dogshank         | Dogshank legendája         | Michael Hegner | Dan Hageman, Kevin Hageman | 2016. április 2.  | 2016. augusztus 13. |
| 5. | The Tall Tale of Monkey Wretch    | Wretch Majom legendája     | Michael Hegner | Dan Hageman, Kevin Hageman | 2016. április 20. | 2016. augusztus 27. |
| 6. | The Tall Tale of Sqiffy and Bucko | Squiffy és Bucko legendája | Michael Hegner | Dan Hageman, Kevin Hageman | 2016. április 25. | 2016. augusztus 20. |

### A régmúlt gonosztevői (Villain Throwback) (2016)
| #  | Eredeti cím              | Magyar cím            | Rendezte       | Írta                       | Eredeti premier    | Magyar premier      |
| -- | ------------------------ | --------------------- | -------------- | -------------------------- | ------------------ | ------------------- |
| 1. | The Story of Samukai     | Samukai története     | Michael Hegner | Dan Hageman, Kevin Hageman | 2016. június 13.   | 2016. augusztus 15. |
| 2. | The Story of Pythor      | Pythor története      | Michael Hegner | Dan Hageman, Kevin Hageman | 2016. június 20.   | 2016. november 4.   |
| 3. | The Story of Kozu        | Kozu története        | Michael Hegner | Dan Hageman, Kevin Hageman | 2016. június 27.   | 2016. augusztus 22. |
| 4. | The Story of Cryptor     | Cryptor története     | Michael Hegner | Dan Hageman, Kevin Hageman | 2016. július 7.    | 2016. október 20.   |
| 5. | The Story of Master Chen | Chen Mester története | Michael Hegner | Dan Hageman, Kevin Hageman | 2016. augusztus 1. | 2016. október 12.   |
| 6. | The Story of Morro       | Morro története       | Michael Hegner | Dan Hageman, Kevin Hageman | 2016. augusztus 1. | 2016. október 26.   |

### Különkiadás: Az Ősök napja (Day of the Departed) (2016)
| Eredeti cím                                         | Magyar cím                                    | Rendezte      | Írta         | Eredeti premier   | Magyar premier    |
| --------------------------------------------------- | --------------------------------------------- | ------------- | ------------ | ----------------- | ----------------- |
| Ninjago: Masters Of Spinjitzu – Day of the Departed | Ninjago: A Spinjitzu mesterei – Az Ősök napja | Peter Hausner | David Shayne | 2016. október 29. | 2016. október 29. |

### 7. évad: Az idő markában (Hands of Time) (2017)
| #   | #   | Eredeti cím                              | Magyar cím              | Rendezte               | Írta         | Eredeti premier | Magyar premier    | Magyar premier    |
| #   | #   | Eredeti cím                              | Magyar cím              | Rendezte               | Írta         | Eredeti premier | Cartoon Network   | YouTube           |
| --- | --- | ---------------------------------------- | ----------------------- | ---------------------- | ------------ | --------------- | ----------------- | ----------------- |
| 65. | 1.  | The Hands of Time                        | Az idő jobb és bal keze | Michael Helmuth Hansen | David Shayne | 2017. május 15. | 2017. április 24. | 2021. március 14. |
| 66. | 2.  | Hatching                                 | Kibontakozás            | Trylle Vilstrup        | David Shayne | 2017. május 16. | 2017. április 25. | 2021. március 19. |
| 67. | 3.  | A Time of Traitors                       | Az árulás ideje         | Peter Hausner          | John Behnke  | 2017. május 17. | 2017. április 26. | 2021. március 20. |
| 68. | 4.  | Scavengers                               | Tisztogatók             | Michael Helmuth Hansen | Jack Thomas  | 2017. május 18. | 2017. április 27. | 2021. március 21. |
| 69. | 5.  | A Line in the Sand                       | A megtorpant idő        | Trylle Vilstrup        | Adam Beechen | 2017. május 19. | 2017. április 28. | 2021. március 26. |
| 70. | 6.  | The Attack                               | A támadás               | Peter Hausner          | Ryan Levin   | 2017. május 22. | 2017. június 5.   | 2021. március 27. |
| 71. | 7.  | Secrets Discovered                       | Feltáruló titkok        | Michael Helmuth Hansen | John Behnke  | 2017. május 23. | 2017. június 6.   | 2021. március 28. |
| 72. | 8.  | Pause and Effect                         | Időtlen idő             | Trylle Vilstrup        | Jack Thomas  | 2017. május 24. | 2017. június 7.   | 2021. április 2.  |
| 73. | 9.  | Out of the Fire and Into the Boiling Sea | Meleg helyzetben        | Peter Hausner          | David Shayne | 2017. május 25. | 2017. június 8.   | 2021. április 3.  |
| 74. | 10. | Lost in time                             | Az idő útvesztőjében    | Trylle Vilstrup        | David Shayne | 2017. május 26. | 2017. június 9.   | 2021. április 4.  |

### Wu teái (Wu's Teas) (2017)
| #     | Eredeti cím            | Rendezte | Írta                                                    | Eredeti premier  |
| ----- | ---------------------- | --- | ------------------------------------------------------- | ---------------- |
| 1-20. | Wu's Teas              | Anne-Marie Solling Kristensen, Benjamin Brokop, Emma Hjulmand Nielsen, Kenneth Bonde, Kristian Haskjold, Mads Buch, Michael Helmuth Hansen, Per During Risager, Peter Egeberg, Peter Hausner, Rene Madsen, Rolf Krarup, Trylle Vilstrup | Jordan Dunn, Michael Kvamme, Mark Lester, Steven Wilson | 2017. július 13. |
| #     | Eredeti cím            | Magyar cím | Eredeti premier                                         | Magyar premier   |
| 1.    | Secret Teas            | Titkos teák | 2017. július 13.                                        | 2017. július 21. |
| 2.    | Spinny Sign            | Keringő | 2017. július 13.                                        | 2017. július 21. |
| 3.    | Music Night Part 1     | Hangverseny, 1. rész | 2017. július 13.                                        | 2017. július 21. |
| 4.    | Music Night Part 2     | Hangverseny, 2. rész | 2017. július 13.                                        | 2017. július 21. |
| 5.    | Names                  | Kibetűzés | 2017. július 13.                                        | 2017. július 21. |
| 6.    | Funny Guys             | Jópofizás | 2017. július 13.                                        | 2017. július 21. |
| 7.    | Inspection Day         | Tiszta szerencse | 2017. július 13.                                        | 2017. július 21. |
| 8.    | Panda-Monium           | Pandamánia | 2017. július 13.                                        | 2017. július 21. |
| 9.    | Remote Control Zane    | Robotmunka | 2017. július 13.                                        | 2017. július 21. |
| 10.   | Trojan Tea Kettle      | Trójai helló | 2017. július 13.                                        | 2017. július 21. |
| 11.   | Mystery Dust           | Bűvös por | 2017. július 13.                                        | 2017. július 21. |
| 12.   | Cool-Headed Kai        | Kai, a kőszikla | 2017. július 13.                                        | 2017. július 21. |
| 13.   | Undercover Zane        | Zane, a kém | 2017. július 13.                                        | 2017. július 21. |
| 14.   | Lloyd's Late           | Lloyd, a lassú | 2017. július 13.                                        | 2017. július 21. |
| 15.   | Steep Serviellance     | A besurranó | 2017. július 13.                                        | 2017. július 21. |
| 16.   | The Coin Toss          | Fej, vagy írás | 2017. július 13.                                        | 2017. július 21. |
| 17.   | Nya's Mural            | A festmény | 2017. július 13.                                        | 2017. július 21. |
| 18.   | Zaney Chess Game       | Sakk-matt | 2017. július 13.                                        | 2017. július 21. |
| 19.   | The Taste Test         | A kóstoló | 2017. július 13.                                        | 2017. július 21. |
| 20.   | A Beautiful Friendship | Baráti gesztus | 2017. július 13.                                        | 2017. július 21. |

### Ninjago: Dekódolva (Ninjago: Decoded) (2017-2018)
| #   | Eredeti cím                 | Magyar cím | Rendezte                    | Írta                       | Eredeti premier    | Magyar premier |
| --- | --------------------------- | ---------- | --------------------------- | -------------------------- | ------------------ | -------------- |
| 1.  | Legacy                      |            | Asa Tait, J. Rick Castañeda | Psychic Bunny Writing Team | 2017. november 23. |                |
| 2.  | Vehicles and Mechs          |            | Asa Tait, J. Rick Castañeda | Psychic Bunny Writing Team | 2017. december 4.  |                |
| 3.  | Legendary Places            |            | Asa Tait, J. Rick Castañeda | Psychic Bunny Writing Team | 2017. december 11. |                |
| 4.  | Ninjago's Most Wanted       |            | Asa Tait, J. Rick Castañeda | Psychic Bunny Writing Team | 2017. december 18. |                |
| 5.  | The Digiverse and Beyond    |            | Asa Tait, J. Rick Castañeda | Psychic Bunny Writing Team | 2017. december 25. |                |
| 6.  | The Elemental Masters       |            | Asa Tait, J. Rick Castañeda | Psychic Bunny Writing Team | 2018. január 1.    |                |
| 7.  | Beasts and Dragons          |            | Asa Tait ,J. Rick Castañeda | Psychic Bunny Writing Team | 2018. január 8.    |                |
| 8.  | Rise of Garmadon            |            | Asa Tait, J. Rick Castañeda | Psychic Bunny Writing Team | 2018. január 15.   |                |
| 9.  | Prophecy of the Green Ninja |            | Asa Tait, J. Rick Castañeda | Psychic Bunny Writing Team | 2018. január 22.   |                |
| 10. | Greatest Battles            |            | Asa Tait, J. Rick Castañeda | Psychic Bunny Writing Team | 2018. január 29.   |                |

### 8. évad: Garmadon fiai (Sons Of Garmadon) (2018)
| #   | #   | Eredeti cím                 | Magyar cím              | Rendezte               | Írta                                    | Eredeti premier   | Magyar premier    | Magyar premier    |
| #   | #   | Eredeti cím                 | Magyar cím              | Rendezte               | Írta                                    | Eredeti premier   | Cartoon Network   | YouTube           |
| --- | --- | --------------------------- | ----------------------- | ---------------------- | --------------------------------------- | ----------------- | ----------------- | ----------------- |
| 75. | 1.  | The Mask of Deception       | Csalóka álarc           | Peter Hausner          | Dan Hageman, Kevin Hageman, Bragi Schut | 2018. április 16. | 2018. április 30. | 2021. április 9.  |
| 76. | 2.  | The Jade Princess           | A Jáde hercegnő         | Jens Moller            | Dan Hageman, Kevin Hageman, Bragi Schut | 2018. április 23. | 2018. május 1.    | 2021. április 10. |
| 77. | 3.  | The Oni and the Dragon      | Az ártány és a sárkány  | Trylee Vilstrup        | Dan Hageman, Kevin Hageman, Bragi Schut | 2018. április 30. | 2018. május 2.    | 2021. április 11. |
| 78. | 4.  | Snake Jaguar                | Snake Jaguar            | Michael Helmuth Hansen | Dan Hageman, Kevin Hageman              | 2018. május 7.    | 2018. május 3.    | 2021. április 16. |
| 79. | 5.  | Dead Man's Squall           | Viharzóna               | Frederik Budolph       | Bragi Schut                             | 2018. május 14.   | 2018. május 4.    | 2021. április 17. |
| 80. | 6.  | The Quiet One               | Szófukar                | Jens Moller            | Bragi Schut                             | 2018. május 21.   | 2018. május 7.    | 2021. április 18. |
| 81. | 7.  | Game of Masks               | Áll a bál az álarcokkal | Trylle Vilstrup        | Dan Hageman, Kevin Hageman              | 2018. május 22.   | 2018. május 8.    | 2021. április 22. |
| 82. | 8.  | Dread On Arrival            | Rettegett fejedelem     | Michael Helmuth Hansen | Dan Hageman, Kevin Hageman, Bragi Schut | 2018. május 23.   | 2018. május 9.    | 2021. április 23. |
| 83. | 9.  | True Potential              | Szemközt az ellenséggel | Jens Moller            | Dan Hageman, Kevin Hageman, Bragi Schut | 2018. május 24.   | 2018. május 10.   | 2021. április 24. |
| 84. | 10. | Big Trouble, Little Ninjago | Nagy zűr Ninjagóban     | Trylle Vilstrup        | Dan Hageman, Kevin Hageman              | 2018. május 25.   | 2018. május 11.   | 2021. április 25. |

### 9. évad: Hunted – Az üldözött (Hunted) (2018)[52]
| #   | #   | Eredeti cím           | Magyar cím                | Rendezte                              | Írta                       | Eredeti premier     | Magyar premier     | Magyar premier      |
| #   | #   | Eredeti cím           | Magyar cím                | Rendezte                              | Írta                       | Eredeti premier     | Cartoon Network    | YouTube             |
| --- | --- | --------------------- | ------------------------- | ------------------------------------- | -------------------------- | ------------------- | ------------------ | ------------------- |
| 85. | 1.  | Firstbourne           | Idegenvilág               | Peter Hausner                         | Dan Hageman, Kevin Hageman | 2018. augusztus 11. | 2018. november 26. | 2022 június 24.     |
| 86. | 2.  | Iron & Stone          | Vasmarokban               | Michael Helmuth Hansen                | Bragi Schut                | 2018. augusztus 11. | 2018. november 27. | 2022 június 25.     |
| 87. | 3.  | Radio Free Ninjago    | Szólásszabadság           | Jens Møller                           | Dan Hageman, Kevin Hageman | 2018. augusztus 11. | 2018. november 28. | 2022 június 26.     |
| 88. | 4.  | How to Build a Dragon | Így építsd a sárkányodat! | Trylle Vilstrup                       | Bragi Schut                | 2018. augusztus 11. | 2018. november 29. | 2022. július 15.    |
| 89. | 5.  | The Gilded Path       | Úton a cél felé           | Michael Helmuth Hansen                | Bragi Schut                | 2018. augusztus 18. | 2018. november 30. | 2022. július 16.    |
| 90. | 6.  | Two Lies, One Truth   | Igaz-hamis                | Jens Møller                           | Dan Hageman, Kevin Hageman | 2018. augusztus 18. | 2018. december 3.  | 2022. július 17.    |
| 91. | 7.  | The Weakest Link      | A leggyengébb láncszem    | Trylle Vilstrup                       | Dan Hageman, Kevin Hageman | 2018. augusztus 18. | 2018. december 4.  | 2022. augusztus 5.  |
| 92. | 8.  | Saving Faith          | A Hit védelmében          | Michael Helmuth Hansen, Peter Egeberg | Dan Hageman, Kevin Hageman | 2018. augusztus 25. | 2018. december 5.  | 2022. augusztus 6.  |
| 93. | 9.  | Lessons for a Master  | Mesterkurzus              | Jens Møller                           | Bragi Schut                | 2018. augusztus 25. | 2018. december 6.  | 2022. augusztus 7.  |
| 94. | 10. | Green Destiny         | A végzet hatalma          | Peter Hausner                         | Dan Hageman, Kevin Hageman | 2018. augusztus 25. | 2018. december 7.  | 2022. augusztus 28. |

### [* 1]Történetek a Spinjitzu monostorából (Tales from the Monastery of Spinjitzu) (2018)[55]
| #  | Eredeti cím        | Magyar cím         | Rendezte                 | Írta            | Eredeti premier    | Eredeti premier   | Magyar premier     | Magyar premier    |
| #  | Eredeti cím        | Magyar cím         | Rendezte                 | Írta            | Lego Honlap        | YouTube           | Lego Honlap        | YouTube           |
| -- | ------------------ | ------------------ | ------------------------ | --------------- | ------------------ | ----------------- | ------------------ | ----------------- |
| 1. | Master Class       | Mesterképzés       | Rolf Rolf                | Tommy Andreasen | 2018. december 19. | 2019. február 9.  | 2018. december 31. | 2019. február 24. |
| 2. | Green and Gold     | Zöld Őrangyal      | Benjamin Brokop          | Tommy Andreasen | 2018. december 19. | 2019. február 10. | 2018. december 31. | 2019. február 21. |
| 3. | The Week-End Drill | Kaland csavarral   | Jeppe Sandholt           | Tommy Andreasen | 2018. december 19. | 2019. február 1.  | 2018. december 31. | 2019. február 20. |
| 4. | Elemental Rider    | Elemi harcos       | Sanne Dirckinck-Holmfeld | Tommy Andreasen | 2018. december 19. | 2019. február 2.  | 2018. december 31. | 2019. február 23. |
| 5. | Blue Lightning     | Kék villám         | Peter Egeberg            | Tommy Andreasen | 2018. december 19. | 2019. február 3.  | 2018. december 31. | 2019. február 22. |
| 6. | Samurai X-Treme    | Szamuráj extrákkal | Peter Egeberg            | Tommy Andreasen | 2018. december 19. | 2019. február 8.  | 2018. december 31. | 2019. február 25. |

### 10. évad: Az Onik jövetele (March of the Oni) (2019)
| #   | #  | Eredeti cím        | Magyar cím      | Rendezte         | Írta        | Eredeti premier   | Magyar premier    | Magyar premier   |
| #   | #  | Eredeti cím        | Magyar cím      | Rendezte         | Írta        | Eredeti premier   | Cartoon Network   | YouTube          |
| --- | -- | ------------------ | --------------- | ---------------- | ----------- | ----------------- | ----------------- | ---------------- |
| 95. | 1. | The Darkness Comes | S jő a sötétség | Per Risager      | Bragi Schut | 2019. április 19. | 2019. április 6.  | 2022. július 1.  |
| 96. | 2. | Into the Breach    | Homályba menet  | Peter Hausner    | Bragi Schut | 2019. április 19. | 2019. április 7.  | 2022. július 2.  |
| 97. | 3. | The Fall           | A bukás         | Frederik Budolph | Bragi Schut | 2019. április 19. | 2019. április 13. | 2022. július 3.  |
| 98. | 4. | Endings            | Végjáték        | Peter Hausner    | Bragi Schut | 2019. április 19. | 2019. április 14. | 2022. július 24. |

## WildBrain Évadok (2019-2022)✔️

### 11. évad: A Tiltott Spinjitzu titkai (Secrets of the Forbidden Spinjitzu) (2019-2020)
| #           | #   | Eredeti cím                        | Magyar cím                    | Rendezte        | Írta                           | Eredeti premier     | Magyar premier    | Magyar premier       |
| #           | #   | Eredeti cím                        | Magyar cím                    | Rendezte        | Írta                           | Eredeti premier     | Cartoon Network   | YouTube              |
| ----------- | --- | ---------------------------------- | ----------------------------- | --------------- | ------------------------------ | ------------------- | ----------------- | -------------------- |
|             |     |                                    |                               |                 |                                |                     |                   |                      |
| Tűz fejezet |     |                                    |                               |                 |                                |                     |                   |                      |
| 99.         | 1.  | Wasted True Potential              | Elvesztegetett tehetség       | Wade Cross      | Bragi Schut                    | 2019. június 22.    | 2019. október 19. | 2021. szeptember 13. |
| 100.        | 2.  | Questing for Quests                | Küldetésre készen             | Daniel Ife      | Bragi Schut                    | 2019. június 22.    | 2019. október 19. | 2021. szeptember 14. |
| 101.        | 3.  | A Rocky Start                      | Rögös úton                    | Shane Poettcker | Bragi Schut                    | 2019. június 29.    | 2019. október 20. | 2021. szeptember 15. |
| 102.        | 4.  | The Belly of the Beast             | Egyben lenyelve               | Wade Cross      | Bragi Schut                    | 2019. június 29.    | 2019. október 20. | 2021. szeptember 16. |
| 103.        | 5.  | Boobytraps and How to Survive Them | Így éld túl a rejtekcsapdákat | Daniel Ife      | Bragi Schut                    | 2019. július 6.     | 2019. október 21. | 2021. szeptember 17. |
| 104.        | 6.  | The News Never Sleeps              | A hírek sosem alszanak        | Shane Poettcker | Bragi Schut                    | 2019. július 6.     | 2019. október 21. | 2021. október 4.     |
| 105.        | 7.  | Ninja vs Lava                      | Nindzsa vs. láva              | Wade Cross      | Kevin Burke, Chris "Doc" Wyatt | 2019. július 13.    | 2019. október 22. | 2021. október 5.     |
| 106.        | 8.  | Snaketastrophy                     | Kígyó-sztófa                  | Daniel Ife      | Kevin Burke, Chris "Doc" Wyatt | 2019. július 13.    | 2019. október 22. | 2021. október 6.     |
| 107.        | 9.  | Powerless                          | Erőtlen hős                   | Shane Poettcker | Kevin Burke, Chris "Doc" Wyatt | 2019. július 20.    | 2019. október 23. | 2021. október 7.     |
| 108.        | 10. | Ancient History                    | Tökéletlen történelem         | Wade Cross      | Bragi Schut                    | 2019. július 20.    | 2019. október 23. | 2021. október 8.     |
| 109.        | 11. | Never Trust a Human                | Sose bízz egy emberben        | Daniel Ife      | Bragi Schut                    | 2019. július 27.    | 2019. október 24. | 2021. október 25.    |
| 110.        | 12. | Under Siege                        | A kolostor ostroma            | Shane Poettcker | Kevin Burke, Chris "Doc" Wyatt | 2019. július 27.    | 2019. október 24. | 2021. október 26.    |
| 111.        | 13. | The Explorer's Club                | A régész klub                 | Wade Cross      | Kevin Burke, Chris "Doc" Wyatt | 2019. augusztus 3.  | 2019. október 25. | 2021. október 27.    |
| 112.        | 14. | Vengeance is Mine!                 | A bosszú az enyém!            | Daniel Ife      | Bragi Schut                    | 2019. augusztus 3.  | 2019. október 25. | 2021. október 28.    |
| 113.        | 15. | A Cold Goodbye                     | Búcsú nélkül                  | Shane Poettcker | Bragi Schut                    | 2019. augusztus 10. | 2019. november 2. | 2021. október 29.    |
| Jég fejezet |     |                                    |                               |                 |                                |                     |                   |                      |
| 114.        | 16. | The Never-Realm                    | Sosincs világ                 | Wade Cross      | Bragi Schut                    | 2019. december 13.  | 2020. január 25.  | 2021. november 15.   |
| 115.        | 17. | Fire Maker                         | Tűzcsiholó                    | Daniel Ife      | Bragi Schut                    | 2019. december 13.  | 2020. január 25.  | 2021. november 16.   |
| 116.        | 18. | An Unlikely Ally                   | Váratlan szövetséges          | Shane Poettcker | Bragi Schut                    | 2019. december 21.  | 2020. január 26.  | 2021. november 17.   |
| 117.        | 19. | The Absolute Worst                 | Ki a legveszélyesebb?         | Wade Cross      | Kevin Burke, Chris "Doc" Wyatt | 2019. december 21.  | 2020. január 26.  | 2021. november 18.   |
| 118.        | 20. | The Message                        | Utolsó üzenet                 | Daniel Ife      | Bragi Schut                    | 2019. december 28.  | 2020. február 1.  | 2021. november 19.   |
| 119.        | 21. | The Traveler's Tree                | Az Utazó fája                 | Shane Poettcker | Kevin Burke, Chris "Doc" Wyatt | 2019. december 28.  | 2020. február 1.  | 2021. december 6.    |
| 120.        | 22. | Krag's Lament                      | Bajtárs a bajban              | Wade Cross      | Kevin Burke, Chris "Doc" Wyatt | 2020. január 4.     | 2020. február 2.  | 2021. december 7.    |
| 121.        | 23. | Secret of the Wolf                 | A Farkas Titka                | Daniel Ife      | Matt "Chato" Hill              | 2020. január 4.     | 2020. február 2.  | 2021. december 8.    |
| 122.        | 24. | The Last of the Formlings          | Az Utolsó Alakváltó           | Daniel Ife      | Kevin Burke, Chris "Doc" Wyatt | 2020. január 11.    | 2020. február 8.  | 2021. december 9.    |
| 123.        | 25. | My Enemy, My Friend                | Barátságban az ellenséggel    | Wade Cross      | Bragi Schut                    | 2020. január 11.    | 2020. február 8.  | 2021. december 10.   |
| 124.        | 26. | The Kaiju Protocol                 | Az önkéntes                   | Daniel Ife      | Kevin Burke, Chris "Doc" Wyatt | 2020. január 18.    | 2020. február 9.  | 2021. december 27.   |
| 125.        | 27. | Corruption                         | Felségárulás                  | Shane Poettcker | Bragi Schut                    | 2020. január 18.    | 2020. február 9.  | 2021. december 28.   |
| 126.        | 28. | A Fragile Hope                     | Reményszikra                  | Wade Cross      | Matt "Chato" Hill              | 2020. január 25.    | 2020. február 15. | 2021. december 29.   |
| 127.        | 29. | Once and For All                   | A Vég Kezdete                 | Shane Poettcker | Bragi Schut                    | 2020. január 25.    | 2020. február 15. | 2021. december 30.   |
| 128.        | 30. | Awakenings                         | Ébredés                       | Shane Poettcker | Bragi Schut                    | 2020. február 1.    | 2020. február 16. | 2021. december 31.   |

### Prime Birodalom rövidfilmek (Prime Empire Original Shorts) (2020)
| #  | Eredeti cím                 | Magyar cím                | Rendezte             | Írta                       | Eredeti Premier   | Magyar premier      |
| -- | --------------------------- | ------------------------- | -------------------- | -------------------------- | ----------------- | ------------------- |
| 1. | Let's Dance                 | Táncolj!                  | Jennifer Gugliemucci | Alisha Brophy, Scott Miles | 2020. január 7.   | 2020. augusztus 31. |
| 2. | Upgrade                     | A frissítés               | Joel Salasay         | Alisha Brophy, Scott Miles | 2020. január 13.  | 2020. augusztus 30. |
| 3. | The Meaning of Victory      | A győzelem jelentése      | Clint Gamble         | Chato Hill                 | 2020. február 28. | 2020. szeptember 1. |
| 4. | The Stowaway                | A potyautas               | Juan Franzius        | Chato Hill                 | 2020. március 2.  | 2020. szeptember 2. |
| 5. | Manhunt                     | A hajsza                  | Ashley Lynch         | Chato Hill                 | 2020. március 3.  | 2020. szeptember 1. |
| 6. | Gayle Gossip: A Closer Look | Gayle Bulvár: Közelebbről | Daniel Ife           | Alisha Brophy, Scott Miles | 2020. április 21. | 2020. augusztus 31. |

### 12. évad: Prime Birodalom (Prime Empire) (2020)
| #    | #   | Eredeti cím                           | Magyar cím                   | Rendezte        | Írta                           | Eredeti premier     | Magyar premier       | Magyar premier    |
| #    | #   | Eredeti cím                           | Magyar cím                   | Rendezte        | Írta                           | Eredeti premier     | Cartoon Network      | YouTube           |
| ---- | --- | ------------------------------------- | ---------------------------- | --------------- | ------------------------------ | ------------------- | -------------------- | ----------------- |
| 129. | 1.  | Would you like to enter Prime Empire? | Belépsz a Prime Birodalomba? | Wade Cross      | Alisha Brophy, Scott Miles     | 2020. július 19.    | 2020. szeptember 26. | 2022. február 14. |
| 130. | 2.  | Dyer Island                           | Dyer sziget                  | Daniel Ife      | Alisha Brophy, Scott Miles     | 2020. július 19.    | 2020. szeptember 26. | 2022. február 15. |
| 131. | 3.  | Level Thirteen                        | Tizenhármas pálya            | Shane Poettcker | Alisha Brophy, Scott Miles     | 2020. július 19.    | 2020. szeptember 27. | 2022. február 16. |
| 132. | 4.  | Superstar Rockin' Jay                 | Jay, a szupersztár           | Wade Cross      | Kevin Burke, Chris "Doc" Wyatt | 2020. július 19.    | 2020. szeptember 27. | 2022. február 17. |
| 133. | 5.  | I am Okino                            | Okino vagyok                 | Daniel Ife      | Kevin Burke, Chris "Doc" Wyatt | 2020. július 26.    | 2020. október 3.     | 2022. február 18. |
| 134. | 6.  | The Glitch                            | A hiba                       | Shane Poettcker | Bragi Schut                    | 2020. július 26.    | 2020. október 3.     | 2022. április 11. |
| 135. | 7.  | The Cliffs of Hysteria                | A Hisztéria Szirtje          | Wade Cross      | Bragi Schut                    | 2020. augusztus 2.  | 2020. október 4.     | 2022. április 12. |
| 136. | 8.  | The Maze of the Red Dragon            | A Vörös Sárkány Labirintusa  | Daniel Ife      | Kevin Burke, Chris "Doc" Wyatt | 2020. augusztus 2.  | 2020. október 4.     | 2022. április 13. |
| 137. | 9.  | One Step Forward, Two Steps Back      | Egyet előre, kettőt hátra    | Shane Poettcker | Alisha Brophy, Scott Miles     | 2020. augusztus 9.  | 2020. október 10.    | 2022. április 14. |
| 138. | 10. | Racer Seven                           | A hetes számú versenyző      | Wade Cross      | Bragi Schut                    | 2020. augusztus 9.  | 2020. október 10.    | 2022. április 15. |
| 139. | 11. | The Speedway Five-Billion             | Speedway Ötbillió            | Daniel Ife      | Bragi Schut                    | 2020. augusztus 16. | 2020. október 11.    | 2022. május 23.   |
| 140. | 12. | Stop, Drop and Side Scroll            | Állj! Ugorj! Oldalra lépj!   | Shane Poettcker | Alisha Brophy, Scott Miles     | 2020. augusztus 16. | 2020. október 11.    | 2022. május 24.   |
| 141. | 13. | Ninjago Confidential                  | Ninjago titkosítva           | Wade Cross      | Kevin Burke, Chris "Doc" Wyatt | 2020. augusztus 23. | 2020. október 17.    | 2022. május 25.   |
| 142. | 14. | The Prodigal Father                   | A tékozló apa                | Daniel Ife      | Kevin Burke, Chris "Doc" Wyatt | 2020. augusztus 23. | 2020. október 17.    | 2022. május 26.   |
| 143. | 15. | The Temple of Madness                 | Az őrület temploma           | Shane Poettcker | Alisha Brophy, Scott Miles     | 2020. augusztus 30. | 2020. október 18.    | 2022. május 27.   |
| 144. | 16. | Game Over                             | Vesztettél                   | Wade Cross      | Bragi Schut                    | 2020. augusztus 30. | 2020. október 18.    | 2022. július 11.  |

### 13. évad: A hegy mestere (Master of the Mountain) (2020)
| #    | #   | Eredeti cím            | Magyar cím                     | Rendezte        | Írta                           | Eredeti premier      | Magyar premier     | Magyar premier      |
| #    | #   | Eredeti cím            | Magyar cím                     | Rendezte        | Írta                           | Eredeti premier      | Cartoon Network    | YouTube             |
| ---- | --- | ---------------------- | ------------------------------ | --------------- | ------------------------------ | -------------------- | ------------------ | ------------------- |
| 145. | 1.  | Shintaro               | Shintaro                       | Daniel Ife      | Kevin Burke, Chris "Doc" Wyatt | 2020. szeptember 13. | 2020. október 24.  | 2022. július 12.    |
| 146. | 2.  | Into the Dark          | A sötétségbe                   | Shane Poettcker | Kevin Burke, Chris "Doc" Wyatt | 2020. szeptember 13. | 2020. október 24.  | 2022. július 13.    |
| 147. | 3.  | The Worst Rescue Ever  | A legrosszabb szöktetés valaha | Wade Cross      | Chato Hill                     | 2020. szeptember 20. | 2020. október 25.  | 2022. július 14.    |
| 148. | 4.  | The Two Blades         | A két penge                    | Daniel Ife      | Bragi Schut                    | 2020. szeptember 20. | 2020. október 25.  | 2022. július 15.    |
| 149. | 5.  | Queen of the Munce     | A munszkirálynő                | Shane Poettcker | Bragi Schut                    | 2020. szeptember 27. | 2020. október 31.  | 2022. augusztus 29. |
| 150. | 6.  | Trial by Mino          | Minó elé állítva               | Wade Cross      | Kevin Burke, Chris "Doc" Wyatt | 2020. szeptember 27. | 2020. október 31.  | 2022. augusztus 30. |
| 151. | 7.  | The Skull Sorcerer     | A Koponyavarázsló              | Daniel Ife      | Kevin Burke, Chris "Doc" Wyatt | 2020. október 4.     | 2020. november 1.  | 2022. augusztus 31. |
| 152. | 8.  | The Real Fall          | A zuhanás                      | Shane Poettcker | Bragi Schut                    | 2020. október 4.     | 2020. november 1.  | 2022. szeptember 1. |
| 153. | 9.  | Dungeon Party!         | Tömlöc parti!                  | Wade Cross      | Kevin Burke, Chris "Doc" Wyatt | 2020. október 11.    | 2020. november 7.  | 2022. szeptember 2. |
| 154. | 10. | Dungeon Crawl!         | Tömlöc túra!                   | Daniel Ife      | Kevin Burke, Chris "Doc" Wyatt | 2020. október 11.    | 2020. november 7.  | 2022. október 17.   |
| 155. | 11. | Grief – Bringer        | Gyászhozó                      | Shane Poettcker | Bragi Schut                    | 2020. október 18.    | 2020. november 8.  | 2022. október 18.   |
| 156. | 12. | Masters Never Quit     | Egy mester nem adja fel        | Wade Cross      | Bragi Schut                    | 2020. október 18.    | 2020. november 8.  | 2022. október 19.   |
| 157. | 13. | The Darkest Hour       | A legsötétebb óra              | Daniel Ife      | Kevin Burke, Chris "Doc" Wyatt | 2020. október 25.    | 2020. november 14. | 2022. október 20.   |
| 158. | 14. | The Ascent             | A felemelkedés                 | Shane Poettcker | Bragi Schut                    | 2020. október 25.    | 2020. november 14. | 2022. október 21.   |
| 159. | 15. | The Upply Strike Back! | A Felé visszavág!              | Wade Cross      | Bragi Schut                    | 2020. november 1.    | 2020. november 15. | 2022. november 17.  |
| 160. | 16. | The Son of Lilly       | Lilly fia                      | Daniel Ife      | Bragi Schut                    | 2020. november 1.    | 2020. november 15. | 2022. november 18.  |

### 14. évad: A sziget (The Island) (2021)
| Sor. | Év. | Cím                                          | Rendező         | Író                            | Premier                                                      | Nézettség |
| --- | --- | -------------------------------------------- | --------------- | ------------------------------ | ------------------------------------------------------------ | --------- |
| 161. | 1.  | Feltérképezetlen (Uncharted)                 | Daniel Ife      | Bragi Schut                    | 2021. március 7. 2021. október 11. 2022. május 2. (YouTube)  |           |
| A nindzsák megtudják, hogy Wu Mester, Misako és Cluth Powers eltűntek egy expedíció közben egy feltérképezetlen szigeten, ezért mentőakciót indítanak. Tikkes Tim segítségét kérik: az egyedüli emberét, aki valaha visszatért e rejtélyes szigetről. A nindzsáknak szembe kell nézniük a veszélyes viharzónával, hogy elérjék a sziget partjait.                                 |     |                                              |                 |                                |                                                              |           |
| 162. | 2.  | Az amulett őrzői (The Keepers of the Amulet) | Shane Poettcker | Kevin Burke, Chris "Doc" Wyatt | 2021. március 7. 2021. október 11. 2022. május 3. (YouTube)  |           |
| Miközben felderítik a szigetet, a nindzsák rájönnek, hogy követik őket, és felkészülnek a támadásra. Szerencsére csak egy barátságos sárkánnyal, Zippy-vel találják magukat szemben. Azonban, ahogy eltűnt barátaik nyomait követik, erő-elnyelő kőszobrok támadják meg őket. Lloyd elmenekül, de a többi nindzsát a szigetlakók egy csoportja, az Amulett őrzői fogják el.       |     |                                              |                 |                                |                                                              |           |
| 163. | 3.  | Jay ajándéka (The Gift of Jay)               | Wade Cross      | Bragi Schut                    | 2021. március 14. 2021. október 12. 2022. május 4. (YouTube) |           |
| Az Őrzők vezetője börtönbe veti Nyát, Káit, Zane-t és Cole-t, ahol találkoznak Wu mesterrel, Misakóval és Clucth Powersszel. Jayt azonban egy fényűző kunyhóba viszik, ahol mennyei ételekkel etetik, és az Őrzők "Jay ajándékáként" szólítják. Lloyd mentőakciót indít barátaiért, akik hamar rájönnek, hogy talán épp Jay van a legnagyobb veszélyben.                          |     |                                              |                 |                                |                                                              |           |
| 164. | 4.  | Wojira foga (The Tooth of Wojira)            | Daniel Ife      | Kevin Burke, Chris "Doc" Wyatt | 2021. március 14. 2021. október 12. 2022. május 5. (YouTube) |           |
| Kiszabadulva börtönükből, a nindzsa megpróbálja megszöktetni Jayt, de elkésnek. Jayt magával ragadja a tengeri kígyó. Lloyd azonban érdekes felfedezést tesz, és rájönnek, hogy az Őrzőket manipulálták. Jay egy összelopkodott kincsekkel teli barlangban találja magát, ahol az igazi gonosz kilétére is fény derül. A nindzsa és Tikkes Tim hősiesen Jay megmentésére sietnek. |     |                                              |                 |                                |                                                              |           |

### 15. évad: Tengeri Irányban (Seabound) (2021)
| #    | #   | Eredeti cím                | Magyar cím                 | Rendezte                    | Írta                           | Eredeti premier   | Magyar premier    | Magyar premier   |
| #    | #   | Eredeti cím                | Magyar cím                 | Rendezte                    | Írta                           | Eredeti premier   | Cartoon Network   | YouTube          |
| ---- | --- | -------------------------- | -------------------------- | --------------------------- | ------------------------------ | ----------------- | ----------------- | ---------------- |
| 165. | 1.  | A Big Splash               | A nagy csobbanás           | Shane Poettcker             | Bragi Schut                    | 2021. április 4.  | 2021. október 13. | 2022. május 6.   |
| 166. | 2.  | The Call of the Deep       | Hív a mélység              | Wade Cross                  | Bragi Schut                    | 2021. április 4.  | 2021. október 13. | 2022. május 30.  |
| 167. | 3.  | Unsinkable                 | Elsüllyeszthetetlen        | Daniel Ife                  | Kevin Burke, Chris "Doc" Wyatt | 2021. április 11. | 2021. október 14. | 2022. május 31.  |
| 168. | 4.  | Five Thousand Fathoms Down | Ötezerszer lesüllyedve     | Shane Poettcker             | Bragi Schut                    | 2021. április 11. | 2021. október 14. | 2022. június 1.  |
| 169. | 5.  | The Wrath of Kalmaar       | Kalmaar haragja            | Wade Cross                  | Bragi Schut                    | 2021. április 18. | 2021. október 15. | 2022. június 2.  |
| 170. | 6.  | Long Live the King         | Éljen a király!            | Daniel Ife                  | Kevin Burke, Chris "Doc" Wyatt | 2021. április 18. | 2021. október 15. | 2022. június 3.  |
| 171. | 7.  | Escape from Merlopia       | Szökés Merlopiából         | Shane Poettcker             | Bragi Schut                    | 2021. április 25. | 2021. október 18. | 2022. június 27. |
| 172. | 8.  | The Tale of Benthomaar     | Benthomaar meséje          | Wade Cross                  | Kevin Burke, Chris "Doc" Wyatt | 2021. április 25. | 2021. október 18. | 2022. június 28. |
| 173. | 9.  | The Storm Amulet           | A vihar amulett            | Daniel Ife                  | Bragi Schut                    | 2021. május 2.    | 2021. október 19. | 2022. június 29. |
| 174. | 10. | Riddle of the Sphinx       | A Szfinx rejtélye          | Shane Poettcker             | Kevin Burke, Chris "Doc" Wyatt | 2021. május 2.    | 2021. október 19. | 2022. június 30. |
| 175. | 11. | Papergirl                  | Újságos lány               | Wade Cross                  | Bragi Schut                    | 2021. május 9.    | 2021. október 20. | 2022. július 1.  |
| 176. | 12. | Master of the Sea          | A tenger mestere           | Daniel Ife                  | Kevin Burke, Chris "Doc" Wyatt | 2021. május 9.    | 2021. október 20. | 2022. július 25. |
| 177. | 13. | The Calm Before the Storm  | A vihar előtti csend       | Shane Poettcker             | Bragi Schut                    | 2021. május 16.   | 2021. október 21. | 2022. július 26. |
| 178. | 14. | Assault on Ninjago City    | Támadás Ninjago City ellen | Wade Cross                  | Kevin Burke, Chris "Doc" Wyatt | 2021. május 16.   | 2021. október 21. | 2022. július 27. |
| 179. | 15. | Nyad                       | Nyad                       | Daniel Ife                  | Bragi Schut                    | 2021. május 23.   | 2021. október 22. | 2022. július 28. |
| 180. | 16. | The Turn of the Tide       | A szerencse forgandó       | Wade Cross, Shane Poettcker | Bragi Schut                    | 2021. május 23.   | 2021. október 22. | 2022. július 29. |

### The Virtues of Spinjitzu (2022)
| #  | Eredeti cím | Magyar cím | Rendezte        | Írta                      | Eredeti Premier   | Magyar premier |
| -- | ----------- | ---------- | --------------- | ------------------------- | ----------------- | -------------- |
| 1. | Curiosity   |            | Shane Poettcker | Kevin Burke & Chris Wyatt | 2022. január 11.  |                |
| 2. | Balance     |            | Juan Franzius   | Kevin Burke & Chris Wyatt | 2022. január 18.  |                |
| 3. | Wisdom      |            | Wade Cross      | Kevin Burke & Chris Wyatt | 2022. január 25.  |                |
| 4. | Honesty     |            | Wade Cross      | Kevin Burke & Chris Wyatt | 2022. február 1.  |                |
| 5. | Generosity  |            | Shane Poettcker | Kevin Burke & Chris Wyatt | 2022. február 8.  |                |
| 6. | Courage     |            | Juan Franzius   | Kevin Burke & Chris Wyatt | 2022. február 15. |                |

### 16. évad: Kristályosodva (Crystalized) (2022)
| #    | #   | Eredeti cím                      | Magyar cím                                              | Rendezte        | Írta                                                            | Eredeti premier   | Magyar premier     | Magyar premier     |
| #    | #   | Eredeti cím                      | Magyar cím                                              | Rendezte        | Írta                                                            | Eredeti premier   | Cartoon Network    | YouTube            |
| ---- | --- | -------------------------------- | ------------------------------------------------------- | --------------- | --------------------------------------------------------------- | ----------------- | ------------------ | ------------------ |
| 181. | 1.  | Farewell the Sea                 | Búcsú a tengeren                                        | Wade Cross      | Bragi Schut                                                     | 2022. május 20.   | 2022. november 7.  | 2022. október 10.  |
| 182. | 2.  | The Call of Home                 | Vár az otthon                                           | Daniel Ife      | Lauren Bradley                                                  | 2022. május 20.   | 2022. november 7.  | 2022. október 11.  |
| 183. | 3.  | The Shape of Nya                 | Nya új alakja                                           | Shane Poettcker | Kevin Burke, Chris "Doc" Wyatt                                  | 2022. május 20.   | 2022. november 8.  | 2022. október 12.  |
| 184. | 4.  | A Mayor Problem                  | Polgármester pukkasztás                                 | Wade Cross      | Liz Hara                                                        | 2022. május 20.   | 2022. november 8.  | 2022. október 13.  |
| 185. | 5.  | Public Enemies 1, 2, 3, 4 and 5! | 1-es számú közellenségek, 2-es, 3-as, 4-es meg 5-ös is! | Daniel Ife      | Lizzy Oyebode                                                   | 2022. május 20.   | 2022. november 9.  | 2022. október 14.  |
| 186. | 6.  | A Painful Promise                | Az adott szó átka                                       | Shane Poettcker | Kevin Burke, Chris "Doc" Wyatt                                  | 2022. május 20.   | 2022. november 9.  | 2022. november 7.  |
| 187. | 7.  | Ninjago City vs. Ninja           | Ítélet nap                                              | Wade Cross      | Bragi Schut                                                     | 2022. május 20.   | 2022. november 10. | 2022. november 8.  |
| 188. | 8.  | Kryptarium Prison Blues          | Börtöntöltelékek                                        | Daniel Ife      | Kevin Burke, Chris "Doc" Wyatt                                  | 2022. május 20.   | 2022. november 10. | 2022. november 9.  |
| 189. | 9.  | Hounddog McBrag                  | Vérebek elől                                            | Shane Poettcker | Bragi Schut                                                     | 2022. május 20.   | 2022. november 11. | 2022. november 10. |
| 190. | 10. | The Benefit of Grief             | Érzelmek homoktengerén                                  | Wade Cross      | Bragi Schut                                                     | 2022. május 20.   | 2022. november 11. | 2022. november 11. |
| 191. | 11. | The Fifth Villain                | Az ötödik veszedelem                                    | Daniel Ife      | Liz Hara                                                        | 2022. május 20.   | 2022. november 14. | 2022. december 5.  |
| 192. | 12. | The Council of the Crystal King  | A kristálytanács                                        | Shane Poettcker | Bragi Schut                                                     | 2022. május 20.   | 2022. november 14. | 2022. december 6.  |
| 193. | 13. | A Sinister Shadow                | A veszedelmes árny                                      | Wade Cross      | Kevin Burke, Chris "Doc" Wyatt                                  | 2022. október 10. | 2022. november 15. | 2022. december 7.  |
| 194. | 14. | The Spider's Design              | A cselszövő                                             | Daniel Ife      | Lauren Bradley                                                  | 2022. október 10. | 2022. november 15. | 2022. december 8.  |
| 195. | 15. | The Fall of the Monastery        | A nindzsakolostor veszte                                | Shane Poettcker | Story by: Lauren Bradley, Lizzy Oyebode Written by: Bragi Schut | 2022. október 10. | 2022. november 16. | 2022. december 9.  |
| 196. | 16. | Darkness Within                  | Lappangó sötétség                                       | Wade Cross      | Lizzy Oyebode                                                   | 2022. október 10. | 2022. november 16. | 2023. január 2.    |
| 197. | 17. | The Coming of the King           | A király eljövetele                                     | Daniel Ife      | Kevin Burke, Chris "Doc" Wyatt                                  | 2022. október 10. | 2022. november 17. | 2023. január 3.    |
| 198. | 18. | Return to Primeval's Eye         | A gonosz szigeten                                       | Shane Poettcker | Bragi Schut                                                     | 2022. október 10. | 2022. november 17. | 2023. január 4.    |
| 199. | 19. | Crystastrophe                    | Kristály katasztrófa                                    | Wade Cross      | Kevin Burke, Chris "Doc" Wyatt                                  | 2022. október 10. | 2022. november 18. | 2023. január 5.    |
| 200. | 20. | Christofern                      | Gondos kezekben                                         | Daniel Ife      | Bragi Schut                                                     | 2022. október 10. | 2022. november 18. | 2023. január 6.    |
| 201. | 21. | A Lesson in Anger                | Haragtan                                                | Shane Poettcker | Kevin Burke, Chris "Doc" Wyatt                                  | 2022. október 10. | 2022. november 21. | 2023. január 30.   |
| 202. | 22. | Brave But Foolish                | Merész, bár esztelen                                    | Wade Cross      | Kevin Burke, Chris "Doc" Wyatt                                  | 2022. október 10. | 2022. november 21. | 2023. január 31.   |
| 203. | 23. | Quittin' Time!                   | Ha fell kell adni                                       | Daniel Ife      | Bragi Schut                                                     | 2022. október 10. | 2022. november 22. | 2023. február 1.   |
| 204. | 24. | Return of the Ice Emperor        | A jégcsászár visszatér                                  | Shane Poettcker | Kevin Burke, Chris "Doc" Wyatt                                  | 2022. október 10. | 2022. november 22. | 2023. február 2.   |
| 205. | 25. | Safe Haven                       | Menedék keresés                                         | Wade Cross      | Bragi Schut                                                     | 2022. október 10. | 2022. november 23. | 2023. február 3.   |
| 206. | 26. | Compatible                       | Adok-kapok                                              | Daniel Ife      | Kevin Burke, Chris "Doc" Wyatt                                  | 2022. október 10. | 2022. november 23. | 2023. február 27.  |
| 207. | 27. | Distress Calls                   | Segélykiáltások                                         | Shane Poettcker | Kevin Burke, Chris "Doc" Wyatt                                  | 2022. október 10. | 2022. november 24. | 2023. február 28.  |
| 208. | 28. | An Issue of Trust                | Kérdés a bizalom                                        | Wade Cross      | Bragi Schut                                                     | 2022. október 10. | 2022. november 24. | 2023. március 1.   |
| 209. | 29. | Dragon Form                      | Sárkányok viadala                                       | Daniel Ife      | Bragi Schut                                                     | 2022. október 10. | 2022. november 25. | 2023. március 2.   |
| 210. | 30. | Roots                            | Teremtő erő                                             | Shane Poettcker | Bragi Schut                                                     | 2022. október 10. | 2022. november 25. | 2023. március 3.   |

## Pure Imagination Studios✔️

### Legmerészebb Álmok (Will you enter the Dream World?)
| #  | Eredeti cím                          | Magyar cím             | Rendezte | Írta | Eredeti Premier   | Magyar premier       |
| -- | ------------------------------------ | ---------------------- | -------- | ---- | ----------------- | -------------------- |
| 1. | I Just Had the Weirdest Dream        | Legvadabb álmok        |          |      | 2023. április 17. | 2023. szeptember 27. |
| 2. | I Just Had the Most Wonderful Dream  | Legcsodálatosabb álmok |          |      | 2023. április 17. | 2023. szeptember 28. |
| 3. | I Just Had the Most Peculiar Dream   | Legkülönösebb álmok    |          |      | 2023. április 17. | 2023. szeptember 29. |
| 4. | I Just Had the Most Outrageous Dream | Legfelkavaróbb álmok   |          |      | 2023. április 17. | 2023. szeptember 30. |

### Különkiadás: Ninjago: Álomcsapat (Ninjago: Dream Team) (2023)
| Eredeti cím         | Magyar cím          | Rendezte      | Írta            | Eredeti premier   | Magyar premier   |
| ------------------- | ------------------- | ------------- | --------------- | ----------------- | ---------------- |
| Ninjago: Dream Team | Ninjago: Álomcsapat | Joel Salaysay | Tommy Andreasen | 2023. december 1. | 2024. március 8. |

## Ninjago: Újragondolva (Ninjago: Reimagined) (2021)[83]✔️
| # | Cím                                                             | Rendező       | Író                                                                                          | Premier                            | Nézettség |
| --- | --------------------------------------------------------------- | ------------- | -------------------------------------------------------------------------------------------- | ---------------------------------- | --------- |
| 1. | Mesteri küldetés (Golden Legend)                                | Ben Marsaud   | Mikkel Okholm, Ben Marsaud, Kevin Burke, Chris "Doc" Wyatt                                   | 2021. április 23. 2021. július 16. |           |
| Ez a NINJAGO Örökség kisfilm egy szamurájharcosról szól, aki egy sárkánnyal küzd meg! |                                                                 |               |                                                                                              |                                    |           |
| 2. | Aranyfutam (Golden Rush)                                        | Shaofu Zang   | Andrew Chesworth, Frank Gibson, Noelle Rafaelle, Shaofu Zang, Kevin Burke, Chris "Doc" Wyatt | 2021. április 30. 2021. július 16. |           |
| Ez a kisfilm Nya és Kai futamát mutatja be, ahogy végigszáguldanak NINJAGO városának futurisztikus utcáin! Egy rejtélyes mechanikus erővel bíró ellenség üldözőbe vette őket, a nindzsa-testvérpár pedig a Borg-torony felé siet, mielőtt a város sötétségbe burkolódzik – az erőteljes tárggyal együtt.       |                                                                 |               |                                                                                              |                                    |           |
| 3. | Az aranynindzsa egy napja (A Day in the Life of a Golden Ninja) | Ridd Sorensen | Ridd Sorensen, Kevin Burke, Chris "Doc" Wyatt                                                | 2021. május 7. 2021. július 16.    |           |
| Ez a kisfilm az Aranynindzsáról és kis sárkány kedvencéről szól! Izgalmas nap elé néznek, hiszen először napi teendőjüket kell elvégezniük a kolostor körül, csak azután kezdődhet a nagyszerű kaland… |                                                                 |               |                                                                                              |                                    |           |
| 4. | Izzasztó örökzöldek (Sweatin' to the Goldies)                   | Rich Johnson  | Kevin Burke, Chris "Doc" Wyatt                                                               | 2021. május 14. 2021. július 16.   |           |
| NINJAGO városában mindenki az új „Clutch Powers: A Musical Life” c. filmről beszél. Jay és Zane furcsállja, hogy Clutch énekelni majd táncolni kezd. Ez nem a valóság – az elég kiszámíthatatlan. De talán csak így győzhető le az az ellenség, aki minden lépésedről tud… hogy valami kiszámíthatatlant tégy… |                                                                 |               |                                                                                              |                                    |           |
| 5. | Az idő drága (Golden Hour)                                      | CC Pixels     | Ryan Estabrooks, Kevin Burke, Chris "Doc" Wyatt                                              | 2021. május 21. 2021. július 16.   |           |
| Gondolkodtál már azon, mi történt Wu mesterrel, mikor Az idő jobb és bal kezével harcolt egy időörvényben? |                                                                 |               |                                                                                              |                                    |           |

## Mozifilm (2017)✔️
| Eredeti cím            | Magyar cím          | Rendezte                                | Írta | Eredeti premier      | Magyar premier       |
| ---------------------- | ------------------- | --------------------------------------- | --- | -------------------- | -------------------- |
| The LEGO Ninjago Movie | A Lego Ninjago film | Charlie Bean , Paul Fisher és Bob Logan | Történet: Hilary Winston, Bob Logan, Paul Fisher, William Wheeler, Tom Wheeler, Dan Hageman és Kevin Hageman Forgatókönyv: Bob Logan, Paul Fisher, William Wheeler, Tom Wheeler , Jared Stern és John Whittington | 2017. szeptember 22. | 2017. szeptember 21. |

## Ninjago: Master of the 4th Dimension (2018)
A Ninjago Master of the 4th Dimension egy 4D-es rövidfilm, amelyet 2018. január 18-án mutattak be a Kaliforniai LEGOLAND-ben. A Ninjago-médiaban ez volt az első alkalom, hogy Lloyd-ot az új szinkronhangja, Sam Vincent szólaltatta meg, aki az eredeti szinkronhangja, Jillian Michaels helyébe lépett. Magyar változat nem készült belőle.
| Eredeti cím                               | Rendezte         | Írta                                                  | Eredeti premier  |
| ----------------------------------------- | ---------------- | ----------------------------------------------------- | ---------------- |
| Lego Ninjago: Master of the 4th Dimension | Michael D. Black | Történet: Michael D. Black Forgatókönyv: Robert Henny | 2018. január 12. |

## Összeállítások

### Epizódok
A LEGO YouTube csatornáján megjelent két összeállított rész magyarul az 1-2. évad részeiből az 1. évad 2019. március 14-én a második évad korábban 2019. február 26-án.
| #  | Cím                                                                   | Rendezte                                | Írta                                                 | Premier           | Részek             | játék idő |
| -- | --------------------------------------------------------------------- | --------------------------------------- | ---------------------------------------------------- | ----------------- | ------------------ | --------- |
| 1. | LEGO Ninjago: A Spinjitzu mesterei 1. évad az összes epizód magyarul! | Dan Hageman, Kevin Hageman              | Martin Skov, Peter Hausner                           | 2019. március 14. | 12-13. rész        | 42 perc   |
| 2. | LEGO Ninjago: A Spinjitzu mesterei 2. évad az összes epizód magyarul! | Dan Hageman, Kevin Hageman, Joel Thomas | Trylle Vilstrup, Martin Skov, Michael Helmuth Hansen | 2019. február 26. | 23-24. és 26. rész | 63 perc   |

### Webizódok
| #  | Cím | Rendezte | Írta | Premier            | Premier            | Játék idő |
| -- | --- | --- | --- | ------------------ | ------------------ | --------- |
| 1. | Wu's Teas – LEGO NINJAGO – Full Length Episode | Anne-Marie Solling Kristensen, Benjamin Brokop, Emma Hjulmand Nielsen, Kenneth Bonde, Kristian Haskjold, Mads Buch, Michael Helmuth Hansen, Per During Risager, Peter Egeberg, Peter Hausner, Rene Madsen, Rolf Krarup, Trylle Vilstrup | Jordan Dunn, Michael Kvamme, Mark Lester, Steven Wilson                                                                                              | 2017. július 13.   | TBA                | 22 perc   |
| 2. | LEGO Ninjago: A Légi-kalózok legendái videó összeállítás (LEGO Ninjago Mini Episodes: Tall Tales Video Compilation from Sky Pirates (2016 Movies in English)) | Michael Hegner | Dan Hageman, Kevin Hageman | 2018. november 18. | 2018. december 17. | 13 perc   |
| 3. | Spinzitju Mesterei – LEGO Ninjago – Rövidfilm gyüjtemény (LEGO Ninjago Masters of Spinjitzu First 2011 Mini Movies Compilation)                               | Peter Dodd & Michael Helmuth | Tommy Andreasen, William Thorogood & Brian Ellis | 2018. november 21. | 2019. november 13. | 11 perc   |
| 4. | Gonosztevők visszaemlékezés összeállítás – LEGO Ninjago (LEGO Ninjago Villains Throwback Compilation (2016) Museum of History Doctor Sanders "Bad Guys" Tour) | Michael Hegner | Dan Hageman, Kevin Hageman | 2018. november 24. | 2019. november 6.  | 6 perc    |
| 5. | Történetek a Spinjitzu monostorából – LEGO Ninjago – Új részek                                                                                                | Rolf Rolf, Benjamin Brokop, Jeppe Sandholt, Sanne Dirckinck-Holmfeld & Peter Egeberg | Tommy Andreasen | TBA                | 2019. február 27.  | 20 perc   |
| 6. | Prime Empire Original Shorts: Inside the Game (Compilation) – LEGO® NINJAGO®                                                                                  | Clint Gamble, Juan Franzius & Ashley Lynch | Chato Hill | 2020. március 6.   | TBA                | 11 perc   |
| 7. | NINJAGO Örökség rövidfilmek – Újragondolva – Összeállítás (LEGO NINJAGO LEGACY shorts – Reimagined – Compilation)                                             | Ben Marsaud, Shaofu Zang, Ridd Sorensen, Rich Johnson & CC Pixels | Mikkel Okholm, Ben Marsaud, Kevin Burke, Chris Wyatt, Andrew Chesworth, Frank Gibson, Noelle Raffaele, Shaofu Zhang, Ridd Sorensen & Ryan Estabrooks | 2021. június 4.    | 2021. július 16.   | 22 perc   |
| 8. | Ninjago The Virtues of Spinjitzu Compilation | Shane Poettcker, Juan Franzius & Wade Cross | Kevin Burke & Chris Wyatt | 2022. február 22.  | TBA                | 23 perc   |

## Sneak Peek (2020-2022)
| #        | Eredeti cím                                                                       | Magyar cím | Epizód Rendezője | Epizód Írója                                                    | Eredeti premier                                            | Magyar premier                                             | Epizód    |
| 13. évad | 13. évad                                                                          | 13. évad | 13. évad         | 13. évad                                                        | 13. évad                                                   | 13. évad                                                   | 13. évad  |
| -------- | --------------------------------------------------------------------------------- | --- | ---------------- | --------------------------------------------------------------- | ---------------------------------------------------------- | ---------------------------------------------------------- | --------- |
| 1.       | In the Skull Dungeons: ‘The Queen’ – LEGO® NINJAGO® Master of the Mountain        | A koponyavarázsló tömlöceiben: "A királynő" – LEGO® NINJAGO® A hegy mestere                                    | Shane Poettcker  | Bragi Schut                                                     | 2020. augusztus 9.                                         |                                                            | 149. rész |
| 2.       | In the Skull Dungeons: ‘Trial By Mino’ – LEGO® NINJAGO® Master of the Mountain    | A koponyavarázsló tömlöceiben: ‚Mino próbája‘ LEGO® NINJAGO® A hegy mestere                                    | Wade Cross       | Kevin Burke, Chris "Doc" Wyatt                                  | 2020. augusztus 17.                                        |                                                            | 150. rész |
| 3.       | In the Skull Dungeons: ‘The Lava Monster’ – LEGO® NINJAGO® Master of the Mountain | A koponyavarázsló tömlöceiben: "A lávaszörny" – LEGO® NINJAGO® A hegy mestere                                  | Daniel Ife       | Kevin Burke, Chris "Doc" Wyatt                                  | 2020. augusztus 11.                                        |                                                            | 154. rész |
| 14. évad |                                                                                   | |                  |                                                                 |                                                            |                                                            |           |
| 4.       | Ninjas Meet Twitchy                                                               | ' | Daniel Ife       | Bragi Schut                                                     | 2021. március 2.                                           |                                                            | 161. rész |
| 5.       | Lloyd & Jungle-dragon                                                             | Lloyd & Dzsungel-sárkány                                                                                       | Wade Cross       | Bragi Schut                                                     | 2021. március 15.                                          |                                                            | 163. rész |
| 15. évad |                                                                                   | |                  |                                                                 |                                                            |                                                            |           |
| 6.       | Zane & P.I.X.A.L Mission                                                          | ' | Wade Cross       | Bragi Schut                                                     | 2021. október 7.                                           |                                                            | 166. rész |
| 7.       | The Unsinkable Sub                                                                | ' | Daniel Ife       | Kevin Burke, Chris "Doc" Wyatt                                  | 2021. október 12.                                          |                                                            | 167. rész |
| 8.       | Ninja vs. Maraay Guards                                                           | ' | Shane Poettcker  | Bragi Schut                                                     | 2021. október 16.                                          |                                                            | 171. rész |
| 9.       | The Storm Amulet                                                                  | ' | Daniel Ife       | Bragi Schut                                                     | 2021. október 20.                                          |                                                            | 173. rész |
| 10.      | NINJAGO City Floods                                                               | ' | Wade Cross       | Kevin Burke, Chris "Doc" Wyatt                                  | 2021. október 28.                                          |                                                            | 178. rész |
| 16. évad |                                                                                   | |                  |                                                                 |                                                            |                                                            |           |
| 11.      | Vengestone Mystery                                                                | A bosszúkő rejtelmei                                                                                           | Shane Poettcker  | Kevin Burke, Chris "Doc" Wyatt                                  | 2022. május 10.                                            | 2022. június 23.                                           | 183. rész |
| 12.      | Ninja Vehicles                                                                    | Ninja járművek                                                                                                 | Daniel Ife       | Lizzy Oyebode                                                   | 2022. május 13.                                            | 2022. június 24.                                           | 185. rész |
| 13.      | An invitation for revenge!                                                        | Kihívás visszavágóra                                                                                           | Daniel Ife       | Kevin Burke, Chris "Doc" Wyatt                                  | 2022. május 17.                                            | 2022. június 25.                                           | 188. rész |
| 14.      | Ninja vs. The Mechanic                                                            | Ninja vs. Mechanic                                                                                             | Shane Poettcker  | Bragi Schut                                                     | 2022. május 24.                                            | 2022. június 26.                                           | 192. rész |
| 15.      | Son of Garmadon                                                                   | Garmadon fia                                                                                                   | Daniel Ife       | Lauren Bradley                                                  | 2022. október 2.                                           | 2022. június 27.                                           | 194. rész |
| 16.      | Fight for the golden weapons                                                      | Harc Spinjitzu fegyvereiért (YouTube Cím) Segíts visszaszerezni a Spinjitzu Aranyfegyvereit! (LEGO Honlap Cím) | Shane Poettcker  | Story by: Lauren Bradley, Lizzy Oyebode Written by: Bragi Schut | 2022. október 6. (YouTube) 2022. október 27. (LEGO Honlap) | 2022. június 28. (YouTube) 2022. október 27. (LEGO Honlap) | 195. rész |
| 17.      | Skylor vs. Pythor? What an epic showdown!                                         | Skylor vs. Pythor? Micsoda fantasztikus összecsapás!                                                           | Wade Cross       | Bragi Schut                                                     | 2022. november 8.                                          | 2022. november 8.                                          | 205. rész |
| 18.      | Unlikely allies?                                                                  | Nem valószínű, hogy szövetségesek?                                                                             | Daniel Ife       | Kevin Burke, Chris "Doc" Wyatt                                  | 2022. november 14.                                         | 2022. november 14.                                         | 206. rész |
| 19.      | Meet Blazey H. Speed                                                              | Ismerd meg Blazey H. Speedet                                                                                   | Shane Poettcker  | Kevin Burke, Chris "Doc" Wyatt                                  | 2022. november 4.                                          | 2022. november 4.                                          | 207. rész |
| 20.      | All stand united!                                                                 | Mindenki egységesen álljon ki!                                                                                 | Wade Cross       | Bragi Schut                                                     | 2022. november 16.                                         | 2022. november 16.                                         | 208. rész |